# فيليس كوتس
فيليس كوتس (بالإنجليزية: Phyllis Coates)‏ هي ممثلة أمريكية، ولدت في 15 يناير 1927 في ويتشيتا فولز في الولايات المتحدة.

## وصلات خارجية
- فيليس كوتس على موقع IMDb (الإنجليزية)
- فيليس كوتس على موقع أول موفي (الإنجليزية)
- فيليس كوتس على موقع قاعدة بيانات الفيلم (الإنجليزية)